# Union internationale des études orientales et asiatiques
Union internationale des études orientales et asiatiques (UIEOA), également traduite en anglais par International Union for Oriental and Asian Studies (IUOAS) ou encore, Union internationale des orientalistes (anglais : International Union of Orientalists ou encore en latin : Unio universa sudiorum rerum orientalium) est une union de chercheurs spécialisés dans l'Orient et les civilisations asiatiques, et soutenant différentes activités dans ce domaine, tel que les liaisons avec les congrès des orientalistes et encourageant les rencontres internationales, organisation de la recherche et des publications.
Elle a été fondée en septembre 1951 à Istanbul, sous le nom d'Union internationale des orientalistes, puis rebaptisée en 1973, Union internationale des études orientales et asiatiques